# Neurology (revue)
 (août 2017).
Neurology est une revue scientifique médicale, publiée par Lippincott Williams & Wilkins (en) pour le compte de l'American Academy of Neurology (en), dont elle est la revue officielle.

## Indexation
Neurology est indexée dans :
- Index Medicus
- EMBASE/Excerpta Medica
- Biological Abstracts (en)
- Psychological Abstracts
- Current Contents/Life Sciences
- Current Contents/Clinical Medicine